# Next Year
«Next Year» es el último sencillo del tercer álbum de la banda estadounidense de rock alternativo Foo Fighters, There Is Nothing Left to Lose. Este sencillo fue lanzado en dos discos el 27 de noviembre de 2000.

## Sencillo
Una versión más corta de la canción (que pasó de durar 4:38 a 3:33) fue lanzada como sencillo  en el 2000 y grabada en vídeo, con nuevas voces añadidas.
Esta es la segunda vez en la que Foo Fighters grabó por segunda vez una canción. La primera fue en "Walking After You", del CD The Colour and the Shape. La tercera, fue la canción "Times Like These", del CD One by One.

## Ed
"Next Year" fue utilizada para el principio de la serie Ed (2000-2004) del canal NBC.
Los creadores del Show, Rob Burnett y Jon Beckerman, utilizaron la canción a pesar de que su compañía de producción Viacom's insistiera en usar una canción propia. Al final, la productora aceptó, y "Next Year" fue utilizada en la tercera y cuarta temporada.
El show fue también una producción de Letterman's Worldwide Pants Incorporated, quienes apoyaron que se pusiera la canción en la serie, ya que David Letterman, al igual que Burnett y Beckerman, es un gran fanático de Foo Fighters.
En uno de los episodios, se puede ver a un personaje poniendo un póster de Foo Fighters en su oficina. La banda, además, tocó la canción en el último capítulo del show, en octubre de 2000.

## Vídeo
El vídeo, dirigido por Phil Harder, muestra a la banda rehaciendo la misión en la luna de Apolo 11, pero incorporando imágenes de la NASA. Experimentan la gravedad cero en la cápsula espacial, en la que hacen experimentos y tocan. Llegan a la Luna, y ponen una bandera de Foo Fighters. Luego regresan a la Tierra y los reciben multitudes que los consideran verdaderos héroes. El vídeo termina con la típica imagen de astronautas.

## Posicionamiento en listas
| Listas (2000)                         | Mejor posición |
| ------------------------------------- | -------------- |
| Canadá RPM Rock Chart                 | 12             |
| Dutch Singles Chart                   | 92             |
| UK Singles Chart                      | 42             |
| Estados Unidos Hot Modern Rock Tracks | 17             |
| Estados Unidos Adult Top 40           | 40             |